# Tsurumi-ku (Yokohama)
Tsurumi (鶴見区 Tsurumi-ku) ist einer der 18 Verwaltungsbezirke von Yokohama. Er war einer der ersten Bezirke, die in Yokohama eingerichtet wurden.

## Überblick
Der Bezirk Tsurumi liegt im östlichen Teil von Yokohama. Durch ihn schlängelt sich in südlicher Richtung der Tsurumi-Fluss und mündet in die Bucht von Tokio. Der östliche Bezirksteil ist Tiefland (川のまち kawa no machi, „Flussstadt“) entlang des Flusses, der westliche Teil (丘のまち oka no machi, „Hügelstadt“) besteht aus Hügeln, die sich vom östlichen Rand des Shimosueyoshi-Plateaus erstrecken. Das Küstengebiet besteht aus zurückgewonnenem Land, die Stadtgrenze überquert den Keihin-Kanal und grenzt bei Ōgishima an die Bucht von Tokio. Das Bezirkszentrum ist das Gebiet um den Bahnhof Tsurumi. Im nordwestlichen Teil des Bezirks gibt es noch viel Natur, darunter den Bürgerwald Shishigaya (獅子ケ谷市民の森 Shishigaya Shimin no Mori) und den Mitsuike-Park der Präfektur Kanagawa (神奈川県立三ツ池公園 Kanagawa-kenritsu Mitsuike Kōen).
Der Name „Tsurumi“ taucht seit der Kamakura-Zeit (1185–1333) auf. Wörtlich übersetzt heißt er „Kranichblick“. Einer Legende nach wurde er nach Minamoto no Yoritomo benannt, der hier Kraniche aussetzte. Einer anderen Theorie zufolge bezeichnete tsuru das Gebiet um eine Wasserstraße oder einen Fluss und mi so viel wie „Umgebung“, so dass Tsurumi sich zusammengenommen auf die Topografie des mäandernden Tsurumi-Flusses beziehe.
Am 1. Mai 2023 hatte Tsurumi 295.854 Einwohner und lag damit an dritter Stelle unter den 18 Bezirken von Yokohama.

## Geschichte

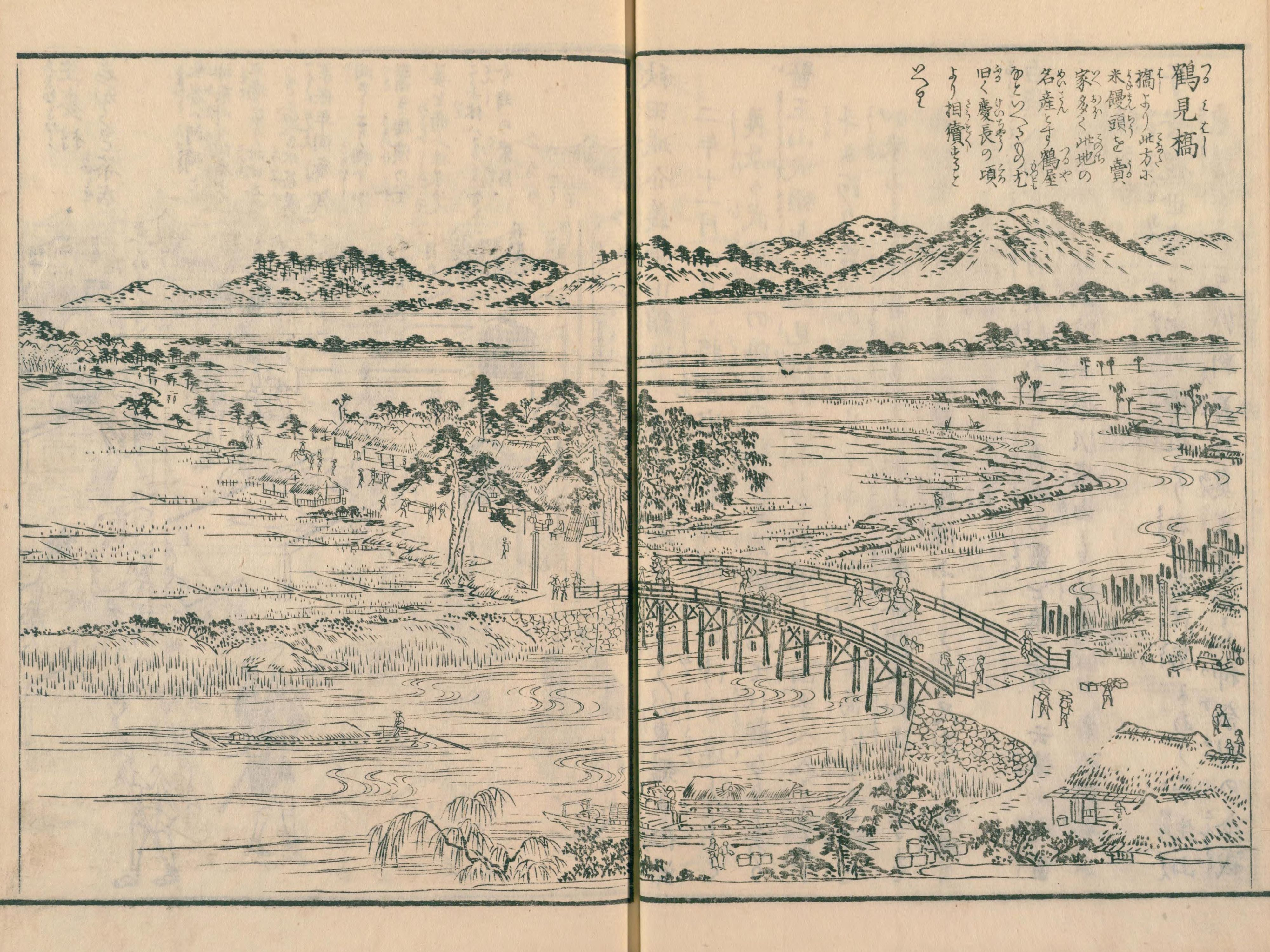
Tsurumi-Brücke über die Tōkaidō, Bild aus dem Edo Meisho Zue

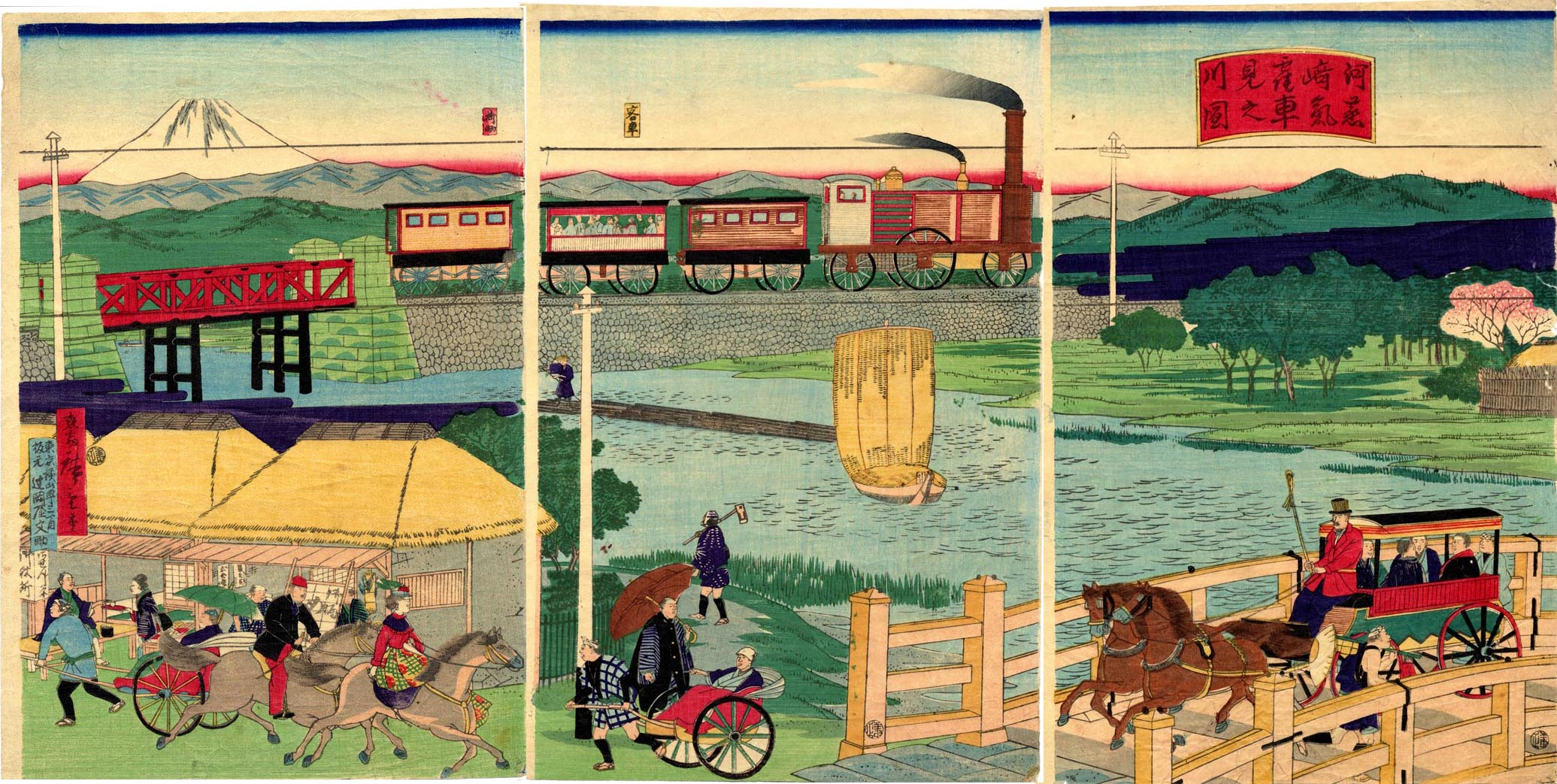
Dampflokomotive bei der Überquerung des Tsurumi-Flusses, ca. Februar 1872

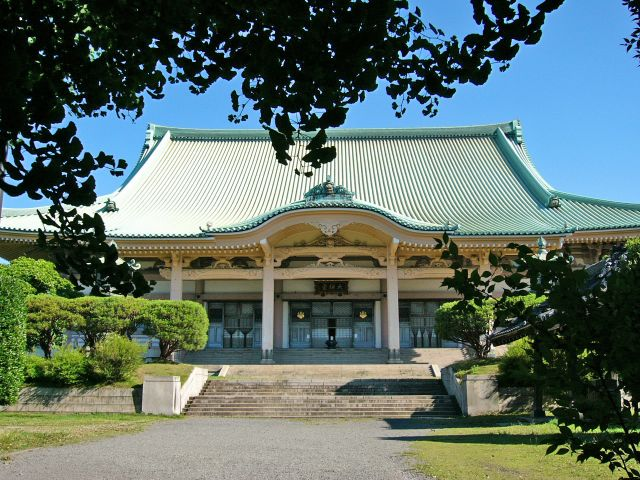
Große Ahnenhalle des Sōji-Tempels

Tsurumi ist seit 1927 ein Stadtbezirk von Yokohama. Die ältesten archäologischen Funde auf dem Gebiet des heutigen Bezirks stammen aus der frühen Jōmon-Zeit um ca. 7000 v. Chr. Der Name „Tsurumi“ erscheint zum ersten Mal in einem Dokument aus der Eihō-Ära (1081–1084), in dem es um die Kontrolle einer Geldsendung an den Tsurugaoka-Hachiman-Schrein in Kamakura geht. Zu Beginn des 7. Jahrhunderts, zur Zeit der Regentschaft von Kaiserin Suiko, wurde der Überlieferung zufolge der Tsurumi-Schrein errichtet; 1241 besuchten 500 Samurai um Kujō Yoritsune den Schrein auf dem Weg zu einem Landsitz von Adachi Yoshikage, der sich in Tsurumi-gō (鶴見郷) befand. Diesen Landsitz machte 1242 Ōe no Hiromoto zu seinem Stützpunkt und begann mit der Urbarmachung des Gebiets. Der Kampf zwischen Nitta Yoshisada und Hōjō Sadayuki auf dem Gebiet des heutigen Sueyoshi im Zuge der Erstürmung von Kamakura im Jahr 1333 ist als Tsurumi-gassen (鶴見合戦) bekannt. Ungefähr aus dieser Zeit (ca. 1334) stammt die 2005 zum Wichtigen Kulturgut Japans erklärte Zeichnung Musashi no Kuni Tsurumi Terao-gō Ezu (武蔵国鶴見寺尾郷絵図), ein einzigartiges Werk aus der Kantō-Region der Namboku-chō-Zeit.
In der Sengoku-Zeit (ca. 1477–1573) errichteten die Späteren Hōjō die Burg Terao; in der Edo-Zeit (1603–1868) standen große Teile des Gebiets unter direkter Kontrolle des Shōgunats und der Gerichtsbarkeit des Magistrats von Kanagawa. In der Beschreibung eines Bildes im Edo Meisho Zue aus dem frühen 19. Jahrhundert heißt es, eine Spezialität der Gegend seien Manjū, die in vielen Häusern in der Nähe der Brücke verkauft würden, und ein Geschäft namens Tsuruya existiere seit der Keichō-Zeit.
Nach der Öffnung Japans wurde am 1. Juli 1859 wurde der Hafen von Yokohama eröffnet, der sich heute vom Bezirk Tsurumi bis zum Bezirk Kanazawa erstreckt. Am 14. September 1862 ereignete sich der Namamugi-Zwischenfall in Tsurumi, bei dem ein britischer Staatsbürger getötet wurde. Zehn Jahre später wurde der Bahnhof Tsurumi eröffnet, zeitgleich mit der Eröffnung der Eisenbahnlinie. Als im April 1889 die Stadt Yokohama gegründet wurde, war Tsurumi noch Teil des Kreises Tachibana. 1901 wurde das Postamt Tsurumi und im Dezember 1923 die Polizeistation Tsurumi eingerichtet. 1925 kam es zum Tsurumi-Sōjō-Vorfall, einem Handgemenge, bei dem mehr als fünfhundert Personen festgenommen und der Störung der öffentlichen Ordnung angeklagt wurden und das als „größte Schlägerei Japans“ bekannt ist. Im März 1926 wurde die Tsurumi-Rinkō-Bahn, Vorgänger der Tsurumi-Linie, eröffnet. Erst im Oktober 1927 wurde der Bezirk Tsurumi gegründet.

## Geographie

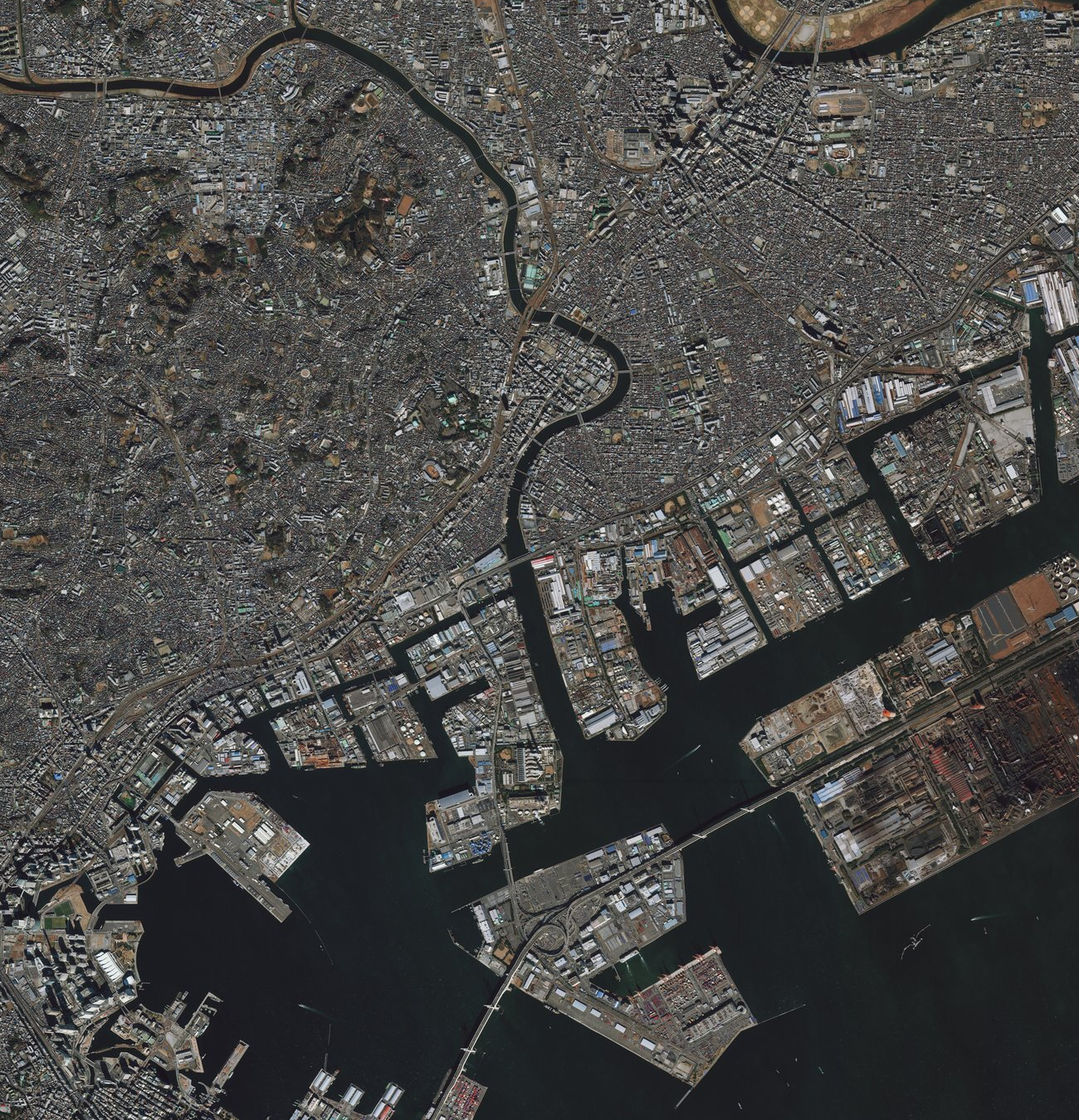
Satellitenbild des Bezirks Tsurumi

Der Bezirk hat eine Ost-West-Ausdehnung von 8,16 km zwischen Uenomiya (上の宮) 2-chōme im Westen und Ōgishima (扇島) im Osten und eine Nord-Süd-Ausdehnung von 10,13 km zwischen Yakō (矢向) 6-chōme im Norden und dem Daikoku-Kai (大黒埠頭 Daikoku-futō) im Süden. Der höchste Punkt ist Baba (馬場) 4-chōme mit einer Höhe von 47,2 m über dem Meeresspiegel.
Das Zentrum des Bezirks ist Tsurumi Chūō, wo sich das Bezirksamt Tsurumi, der Bahnhof Tsurumi und die Polizeistation Tsurumi befinden. Tsurumi Chūō hat mit 18.812 Einwohnern den größten Anteil an der Gesamtbevölkerung des Bezirks (ca. 6,8 %).
Topografisch ist das Gebiet in drei Regionen unterteilt: die Hügel im Nordwesten, das Tiefland im Becken des Tsurumi-Flusses und das aufgeschüttete Land an der Küste.

## Wirtschaft und Infrastruktur

### Industrie und Unternehmen
Tsurumi gehört zum Kernbereich des Keihin-Industriegebiets und beheimatet eine Vielzahl von Betrieben unterschiedlicher Größe, darunter eine zur Toshiba-Gruppe gehörende Firma für Elektrizitäts- und Kernkraftwerktechnik. In Tsurumi befindet sich auch das Keihin-Büro von Toshiba, daneben sind die Antriebsstrang-Entwicklung von Nissan und der Hauptsitz von Nissan Motorsports International im Bezirk angesiedelt. Asahi Glass, Kirin Beer, Japan Marine United, Nippon Kōkan, Tōyō Seikan und ein Stahlunternehmen der JFE Holdings unterhalten Werke in Tsurumi, wo sich zudem ein LNG-Terminal von Tōkyō Gas befindet.

### Bildung und Wissenschaft
In Tsurumi liegen Stand 2021 der Yokohama-Forschungsstützpunkt des RIKEN und die Städtische Universität Yokohama sowie drei private Hochschulen: die Handelswissenschaftliche Universität Yokohama, die Universität Tsurumi und eine damit verbundene Tanki Daigaku, der Tanki Daigakubu der Universität Tsurumi.
1873 fanden fünf Schulgründungen statt: Shinmyō Gakusha (真明学舎), heute städtische Ichiba-Grundschule Yokohama (横浜市立市場小学校 Yokohama-shiritsu Ichiba Shōgakkō), Shiota Gakusha (潮田学舎), heute städtische Shiota-Grundschule Yokohama (横浜市立潮田小学校 Yokohama-shiritsu Shiota Shōgakkō), Sueyoshi Gakusha (末吉学舎), heute städtische Sueyoshi-Grundschule Yokohama (横浜市立末吉小学校 Yokohama-shiritsu Sueyoshi Shōgakkō), Namamugi Gakusha (生麦学舎), heute städtische Namamugi-Grundschule Yokohama (横浜市立生麦小学校 Yokohama-shiritsu Namamugi Shōgakkō) und Yakō Gakusha (矢向学舎), heute städtische Yakō-Grundschule Yokohama (横浜市立矢向小学校 Yokohama-shiritsu Yakō Shōgakkō). 1924 folgte die Gründung der Kōka-Mädchenschule (光華女学校 Kōka Jogakkō, heute 鶴見大学附属中学校・高等学校 Tsurumi Daigaku Fuzoku Chūgakkō/Kōtōgakkō, etwa „zur Universität Tsurumi gehörige Mittel- und Oberschule“). Stand 2021 gibt es in Tsurumi insgesamt drei Fachschulen, zehn Oberschulen, dreizehn Mittelschulen und dreiundzwanzig Grundschulen sowie eine sonderpädagogische Schule und eine Auslandsschule.

### Verkehr

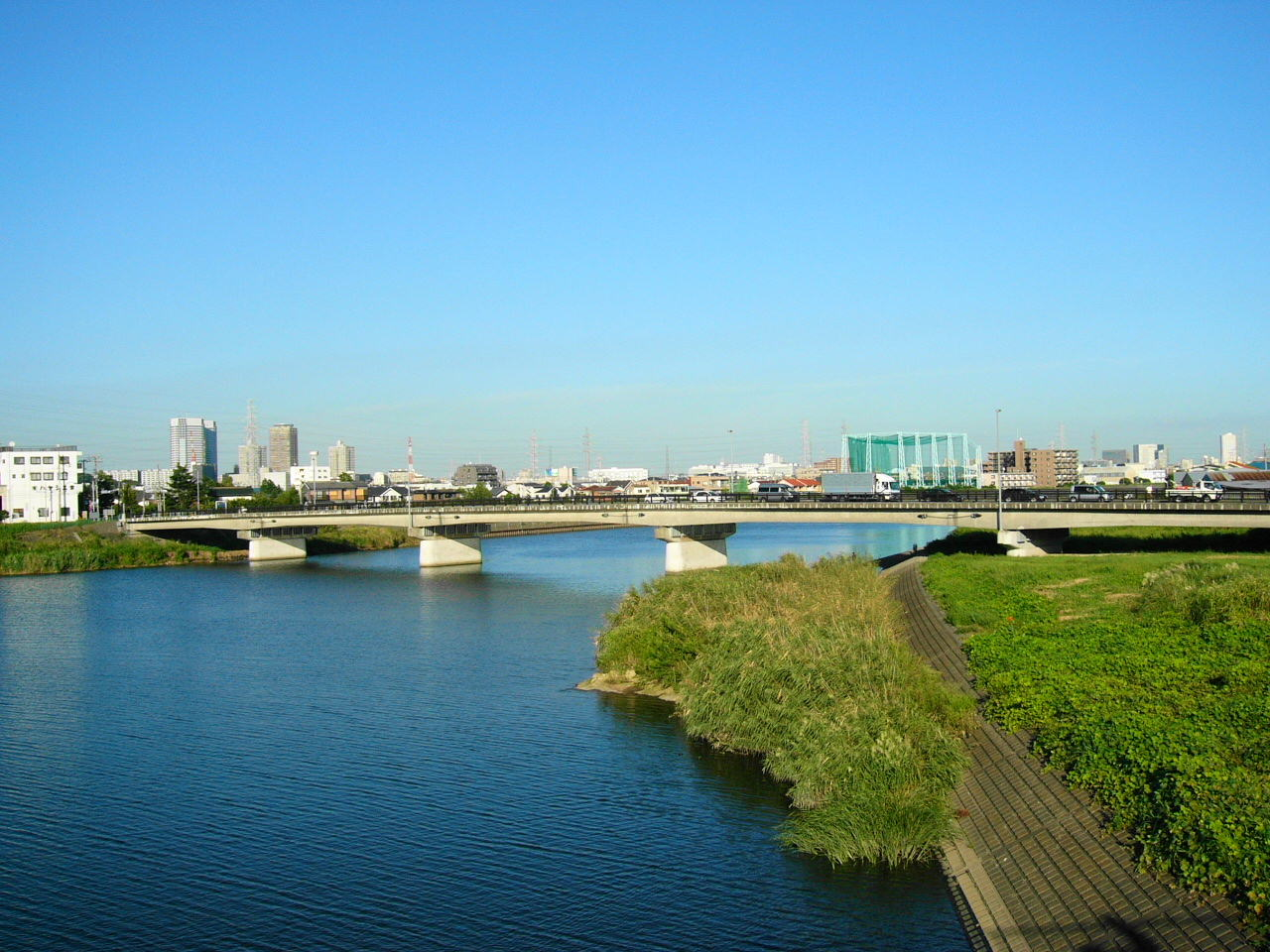
Takano-Brücke über den Tsurumi-Fluss; die Präfekturstraße Kanagawa 111 verläuft entlang dieser Strecke

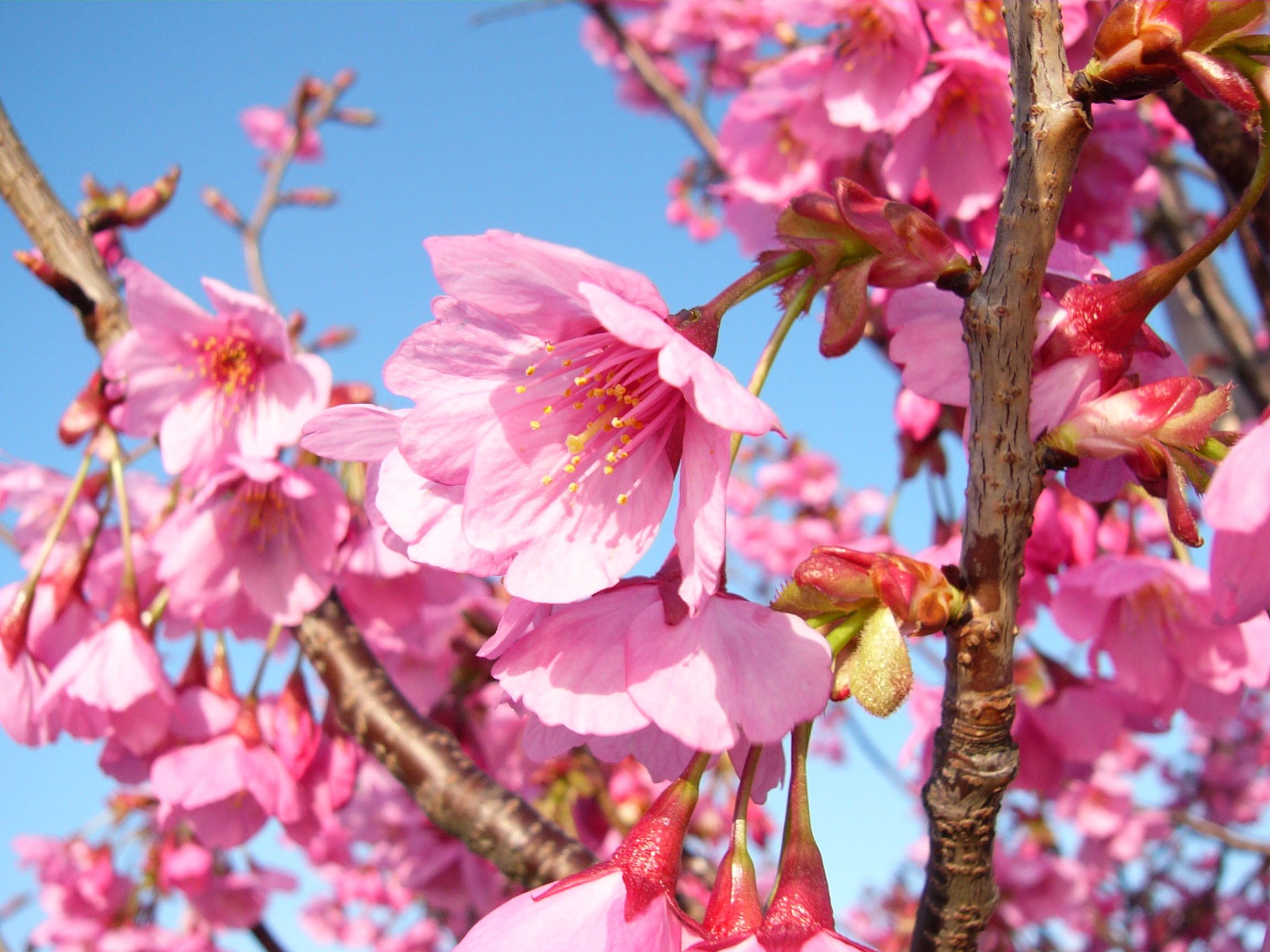
Yokohama hizakura (横浜緋桜) am Deich des Tsurumi-Flusses in Kamisueyoshi

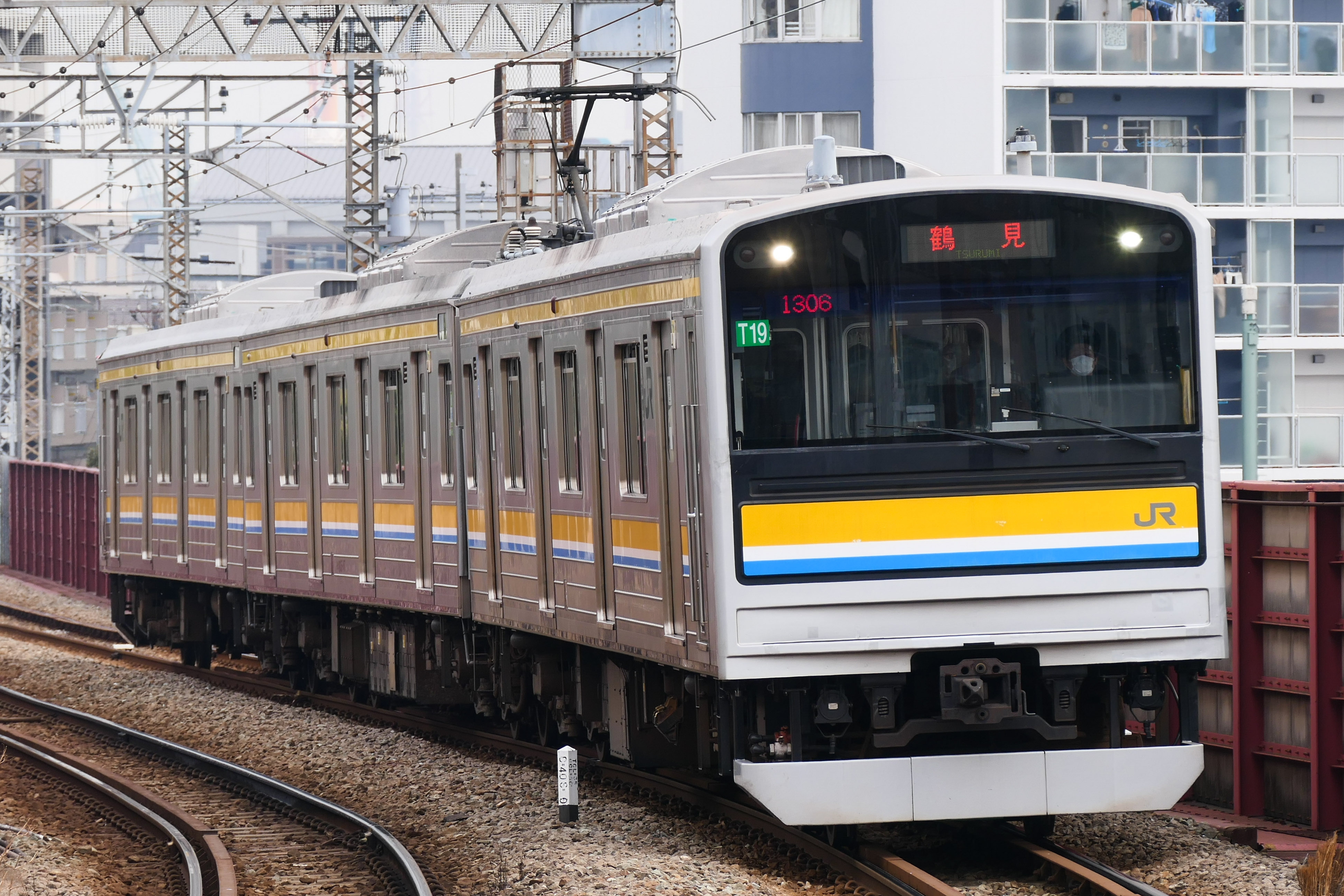
Bahn der Tsurumi-Linie

Durch den Bezirk Tsurumi verlaufen in Nord-Süd-Richtung die Tōkaidō-Hauptlinie und die Keikyū-Hauptlinie, während die Tsurumi-Linie das Industriegebiet am Wasser abdeckt. Am nördlichen Rand des Bezirks verläuft die Nambu-Linie.
Der Busverkehr wird von drei Gesellschaften betrieben: Yokohama Shiei Bus (横浜市営バス Yokohama Shiei Basu), Kawasaki Tsurumi Rinkō Bus (川崎鶴見臨港バス株式会社 Kawasaki Tsurumi Rinkō Basu Kabushiki-gaisha) und Tōkyū Bus (東急バス株式会社 Tōkyū Basu Kabushiki-gaisha). Da die Gebiete im Bezirksinneren (z. B. Baba, Shishigaya und Komaoka) weit von Bahnhöfen entfernt sind und daher ausschließlich mit Bussen bedient werden, verkehren diese dort sehr häufig.
Zu den wichtigsten Straßen gehören die Nationalstraßen 1, 15 und 357 sowie die Strecken K1 und B der Stadtautobahn Tokio. Auf letzterer liegen die Tsurumi-Tsubasa-Brücke und die Yokohama Bay Bridge.

## Partnerstädte
- Tanagura, Japan (seit dem 1. April 2012)
- Nishiaizu, Japan (seit dem 18. April 2012)
- Wajima, Japan (seit dem 28. Februar 2013)

## Nennenswerte Orte

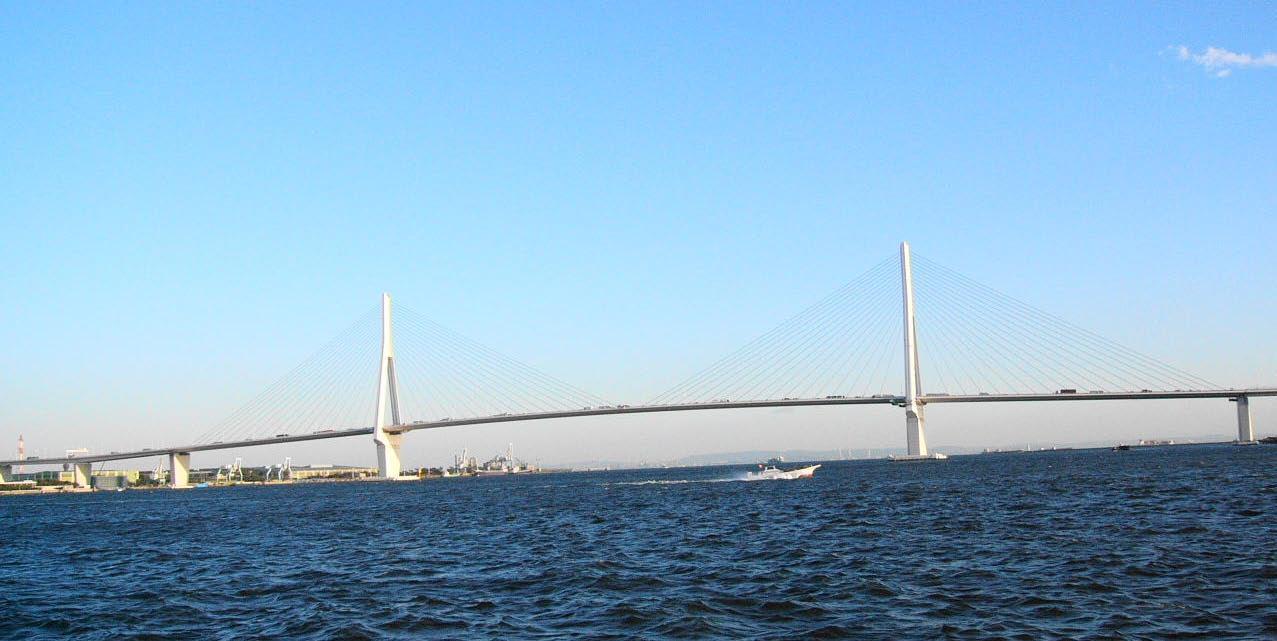
Tsurumi-Brücke (von der Uferpromenade von Suehiro).

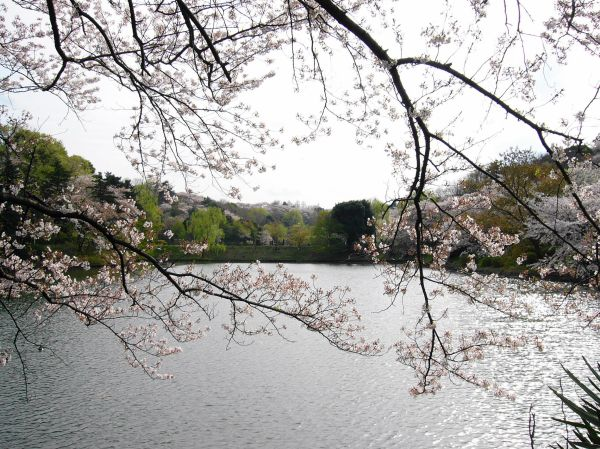
Mitsuike-Park (Kajiyama und Kamisueyoshi)

### Parks/Natur

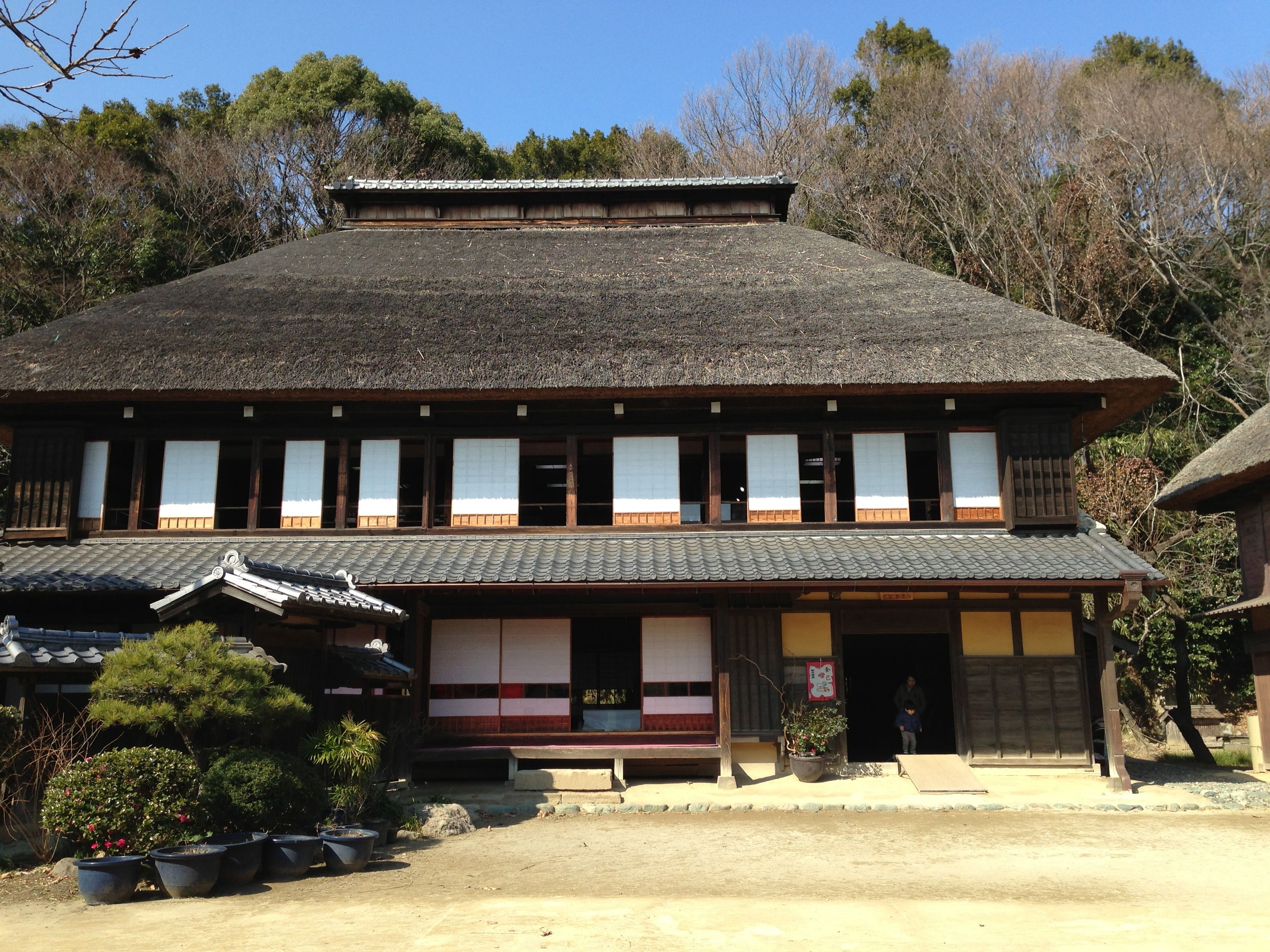
Hauptgebäude des Yokomizo-Anwesens

Im Bezirk ist eine Reihe von Parks angelegt, darunter der Umishiba-Park (海芝公園 Umishiba Kōen) unmittelbar westlich des Bahnhofs Umi-Shibaura, der Kanai-Park Shibusawa (渋沢金井公園 Shibusawa Kanai Kōen) oder der Mitsuike-Präfekturpark (神奈川県立三ツ池公園 Kanagawa-kenritsu Mitsuike Kōen). In Tsurumi befindet sich auch der Bürgerwald Shishigaya, einer der Bürgerwälder von Yokohama. Das Gelände der ehemaligen Residenz der Yokomizo-Familie (旧横溝家住宅 Kyū-Yokomizo-ke Jūtaku), eines traditionellen japanischen Landhauses (Kominka) aus der Bakumatsu- und frühen Meiji-Zeit, steht unter dem Namen Misono-Park „Yokomizo-Anwesen“ (みその公園「横溝屋敷」 Misono Kōen „Yokomizo Yashiki“) heute ebenfalls der Öffentlichkeit zur Verfügung.
Am Ufer des Tsurumi-Flusses liegen Grünanlagen und auch die Uferpromenade von Suehiro befindet sich im Bezirk Tsurumi.

### Brücken
Neben der Yokohama Bay Bridge und der Tsurumi-Tsubasa-Brücke liegen in Tsurumi die Takano-Brücke (鷹野大橋 Takano Ōhashi), die Tsurumigawa-Brücke (鶴見川橋 Tsurumigawa-bashi), die die alte Tōkaidō überspannt, und die Hibiki-Brücke (響橋 Hibiki-bashi), die aufgrund ihrer Form auch „Brillenbrücke“ (めがね橋 Megane-bashi) genannt wird.

### Tempel und Schreine
Im Bezirk Tsurumi liegt eine Vielzahl buddhistischer Tempel, darunter der Sōji-ji, einer der Haupttempel der Sōtō-Schule, und der Tōzen-ji. Unter den im Bezirk vorhandenen Shintō-Schreinen sind der Tsurumi-Schrein (鶴見神社 Tsurumi-jinja) und der Kumano-Schrein (熊野神社 Kumano-jinja) zu nennen.

### Museen, historische und archäologische Stätten
Kirin Beer unterhält auf dem Gelände seines Werks in Tsurumi das „Kirin Yokohama Beer Village“ (キリン横浜ビアビレッジ Kirin Yokohama Bia Birejji), in dem sich der Produktionsprozess besichtigen und das hergestellte Bier verkosten lässt. TEPCO betreibt in Tsurumi das „Elektrizitätsarchiv“ (電気の史料館 Denki no Shiryōkan), das Schriftstücke zum Thema Elektrizität ausstellt. Der Bezirk war Standort des Kankyō Energie-kan (環境エネルギー館 Kankyō Enerugī-kan), eines 2014 geschlossenen Science Centers von Tōkyō Gas rund um die Themen Umwelt und Energie.
Im Bezirk Tsurumi befindet sich der von der Stadt Yokohama als historische Stätte ausgewiesene Ichiba-Ichirizuka, der Ichirizuka (als Entfernungsmarker dienender bepflanzter Erdhügel) der alten Tōkaidō für die Distanz von 5 Ri (ca. 20 km) seit dem Ausgangspunkt Nihonbashi. Im Mitsuike-Park steht eine Kahi (歌碑, Stele mit Waka-Inschrift) für Okumura Masanobu, einen Vasall des Shōgunats, Vermessungstechniker und Statthalter des Zōjō-ji-Mausoleums in der späten Edo-Zeit; zudem liegen im Bezirk die Überreste der Burg Terao mit trockengelegtem Burggraben, bekannt als Tonoyama (殿山 „Fürstenberg“), und des Nikaryō-Bewässerungskanals, der am 10. März 2020 als nationales Kulturdenkmal eingetragen wurde. Es gibt einen Gedenkstein für und ein Informationsgebäude über den Namamugi-Zwischenfall.
Auf dem Gelände der Präfekturoberschule Kanagawa-Tsurumi (神奈川県立鶴見高等学校 Kanagawa-kenritsu Tsurumi Kōtōgakkō) befindet sich der Shōsenzuka-Kaizuka aus der späten Jōmon-Zeit und innerhalb der Schreinanlage (境内 keidai) des Tsurumi-Schreins (Tsurumi-jinja) der Tsurumi-Jinja-Keidai-Kaizuka aus der frühen Kofun-Zeit.

### Sonstige
Die „Fischmarkt-Straße Namamugi“ (生麦魚河岸通り Namamugi Uogashi-dōri) ist eine etwa 400 m lange Ladenstraße entlang der alten Tōkaidō. An und um den Shiokaze-Boulevard (潮風大通り Shiokaze-ōdōri) liegen viele Geschäfte mit Bezug zu Okinawa, Brasilien und in Japan lebenden Koreanern. Insbesondere stammen viele der dort Ansässigen aus Okinawa, weswegen die Gegend auch „Little Okinawa“ (リトルオキナワ Ritoru Okinawa) genannt wird. Das Furēyu (ふれーゆ) ist eine Schulungseinrichtung für Seniorenerholung mit Warmwasserpool und Großbad, die erste in Yokohama.
Aus der meernahen Lage und dem tsuru („Kranich“) in „Tsurumi“ schöpft das Neugestaltungsgebiet Sea Crane (englisch für „Seekranich“) mit Wohnhochhäusern, Einkaufszentren und gemeinnützigen Einrichtungen seinen Namen.